# Ardisia darlingii
Ardisia darlingii är en viveväxtart. Ardisia darlingii ingår i släktet Ardisia och familjen viveväxter.

## Underarter
Arten delas in i följande underarter:
- A. d. darlingii
- A. d. podadenia